# Back end (Filmrecht)
Back-end bzw. Backend oder als Fachbegriff auch Back end (engl.: back end bzw. back-end für: „hinteres Ende“) ist ein Begriff aus dem Filmrecht und beschreibt die Netto-Gewinnbeteiligung des Filmproduzenten nach der vollständigen Rückdeckung der Herstellungskosten nach abgeschlossenem Vollzug eines Filmprojektes (Recoupment) inklusive der Rückstellungen.